# 이스즈가와역
이스즈가와역(일본어: 五十鈴川駅)은 일본 미에현 이세시에 위치한 긴키 닛폰 철도 도바 선의 철도역이다. 역 번호는 M 75이며, 섬식 승강장 2면 4선의 구조를 갖춘 지상역이다.

## 타는 곳
| 1 | M 도바 선 | 하행 | 도바 · 가시코지마 방면             |                 |
| 2 | M 도바 선 | 상행 | 나고야 · 오사카 · 고베 · 교토 방면 | 일부 1번 승강장 |

## 이용 현황
| 연도 | 승차 인원 |
| ---- | --------- |
| 1997 | 1,793     |
| 1998 | 1,622     |
| 1999 | 1,291     |
| 2000 | 1,290     |
| 2001 | 1,278     |
| 2002 | 1,242     |
| 2003 | 1,226     |
| 2004 | 1,195     |
| 2005 | 1,188     |
| 2006 | 1,229     |
| 2007 | 1,217     |
| 2008 | 1,247     |
| 2009 | 1,248     |
| 2010 | 1,266     |
| 2011 | 1,280     |
| 2012 | 1,314     |
| 2013 | 1,681     |
| 2014 | 1,379     |
| 2015 | 1,492     |

## 역 주변
- 이세 신궁 고타이 신궁 (내궁)
- 사루타히코 신사
- 우지야마다 신사
- 시립 이세 종합 병원
- 이세 자동차도 이세 나들목

## 인접 역
| 긴키 닛폰 철도 M 도바 선       | 긴키 닛폰 철도 M 도바 선 | 긴키 닛폰 철도 M 도바 선 |
| ------------------------------ | ------------------------ | ------------------------ |
| M74 우지야마다 우지야마다 방면 | ■ 쾌속급행               | 시·종착역                |
| M74 우지야마다 우지야마다 방면 | ■ 급행 · ■ 보통          | 아사마 M76 도바 방면     |